# Ramsau bei Berchtesgaden
Ramsau bei Berchtesgaden là một xã tại vùng núi Alpen ở Bayern với dân số khoảng 1.800 người.
Nó thuộc huyện Berchtesgadener Land có biên giới với Áo, cách Salzburg 35 km về phía Nam và München 150 km về phía đông nam.
Ramsau nằm ở phía bắc của vườn quốc gia Berchtesgaden.
Ramsau nổi tiếng vì có những ngọn núi cao, trong đó có ngọn núi cao thứ ba của Đức, núi Watzmann (2713 m), và hồ Hintersee.

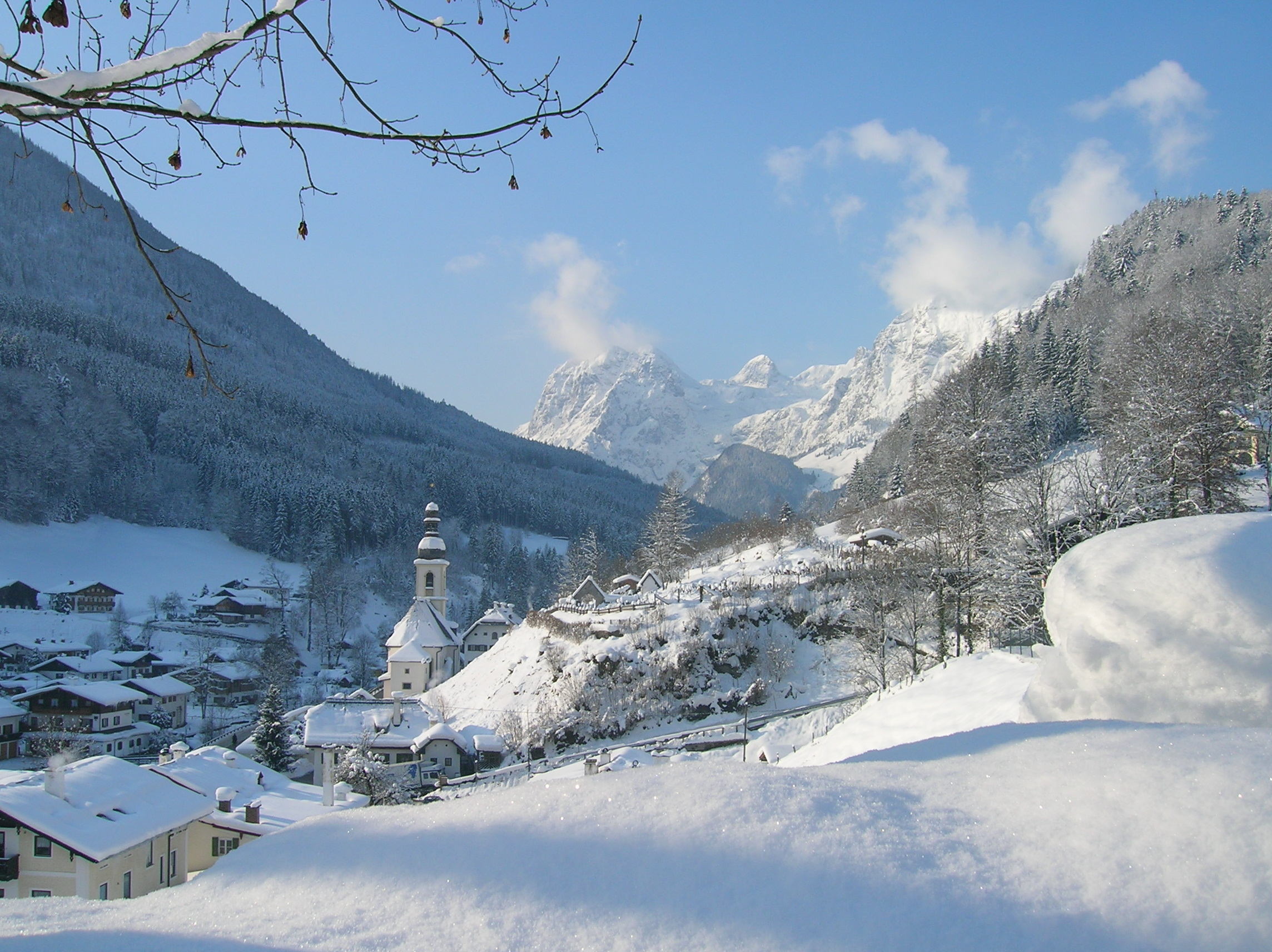
Làng Ramsau